# Scheid-Henninger
Scheid-Henninger (SH) Motorfahrzeuge is een historisch merk van motorfietsen.
SH was een Duits merk dat motorfietsen met dubbele wiegframes bouwde. Daarin werden 492cc BMW-boxermotoren, 346- en 496cc-Küchen-kopklepmotoren of 346- tot 996cc-JAP-motoren gehangen. De SH-machines werden ook onder de naam RS verkocht. De productie liep van 1925 tot 1928. De firma was gevestigd in Karlsruhe.
- Er was nog een merk met de naam RS, zie RS (Berlijn).